# 가쓰 구와시
카츠 쿠와시(일본어: 勝 精 かつ くわし[*], 1888년 (메이지 21년) 8월 23일 - 1932년 (쇼와 7년) 7월 10일)는 일본의 화족이자 사업가이다. 작위는 남작이다. 데릴사위로 들어오기 전 성씨는 도쿠가와이다.

## 생애
1888년 (메이지 21년) 8월 23일, 도쿠가와 요시노부의 10남으로 태어났다. 어머니는 신무라 노부로, 석공 모치즈키 소헤이에게 맡겨졌다. 1892년 (메이지 25년) 2월 8일, 카츠 카이슈는 적자인 코로쿠가 요절하자, 요시노부의 아이를 손녀의 데릴사위로 맞이하고, 백작의 가독을 물려줄 것이라고 고안했다. 카츠는 요시노부의 7남 요시히사를 양자로 바랬지만, 요시노부는 "그녀석은 우리집의 후계자입니다"라고 거절하고, 막내아들인 쿠와시를 양자로 보냈다. 요시노부ㆍ이에사토에게 쿠와시의 양자 결연을 제의했고, 그 해 2월 14일, 아버지 요시노부는 쿠와시의 입양을 허락했다. 1897년 (메이지 30년) 9월, 형 마코토와 함께 시즈오카에서 도쿄로 옮기면서, 가쿠슈인 초등과에 입학했다.
1899년 (메이지 32년) 1월 20일, 쿠와시는 카츠 코로쿠의 딸인 이요코의 데릴사위로, 카츠가에 들어갔다. 양아버지인 카이슈의 사망으로 같은 해 2월 8일에 가독을 상속, 백작의 작위를 받았다. 1902년 (메이지 35년) 7월, 가쿠슈인 초등과를 졸업하고, 게이오기주쿠로 전학을 갔다. 게이오기주쿠대학 이재과 (현 경제학부 경제학과)를 졸업한 뒤, 오리엔탈 사진 공업, 아사노 시멘트 등의 중역을 역임했다.
쿠와시는 가정적인 성격으로, 1남 5녀를 두었으나, 이요코가 1922년 (다이쇼 11년) 5월 7일에 사망했기 때문에, 그 후에는 첩을 만들어 서슴치 않고 놀았다고 한다. 1932년 (쇼와 7년) 7월 10일에 사망했다. 사인은 당초 뇌일혈로 알려졌으나, 나중에 애첩 미즈노 마사와 마사의 거처와 세들어서 살고 있던 히로오의 집에서 카르모틴을 마시고 자살한 것으로 보도됐다. 묘소는 도쿄도 다이토구의 야나카 묘지이고, 친아버지인 요시노부의 묘 근처에 조성되었다.
자녀로는 미치코 (자작 쿠츠키 츠나히로와 결혼, 1910년생, 2005년 5월, 95세의 나이로 사망), 요시코 (미츠비시 은행 카케이 모토사다와 결혼, 1911년생), 시즈코 (자작 이시노 모토츠네와 결혼, 1912년생), 나카코 (자작 토다 타다카즈와 결혼, 후에 사사키 히로하루와 결혼, 1913년생), 토코 (남작 후지타 코이치와 결혼), 카츠 요시타카 (신흥제작소 대표이사, 1915년생)이 있다. 장남인 요시타카가 작위를 계승하고, 가계는 그의 장남 요시쿠니 (1961년생, 2016년 사망)이 이었다.

## 인물
쿠와시는 사진이나 당구, 특히 총사냥, 투망 등 다양한 취미를 가진 것으로 알려져있고, 교우관계도 넓어, 독자적으로 자동문을 발명하는 등, 화족으로써는 파격적인 성격이었다고 한다. 당시, 발매된 지 얼마 되지 않은 오토바이 (할리데이비슨)에 흥미를 가져, 무라타 철공소를 저택 내에 마련해, 1923년 (다이쇼 12년)에 1000cc의 배기량을 가지는 일본산 오토바이 "자이언트호 (ヂャイアント号)"를 제작시켰다. 후에 무라타 철공소의 멤버는 메구로 제작소 (후에 카와사키 중공업에 흡수)를 설립한 것으로부터, 쿠와시도 현재의 카와사키차의 기원을 만든 한 사람이라고도 알려져 있다.

## 서훈
- 1899년 (메이지 32년) 2월 8일 - 백작
- 1908년 (메이지 41년) 8월 31일 - 종5위
- 1912년 (다이쇼 원년) 9월 10일 - 정5위

| 전임 카츠 야스요시 | 제2대 카츠가 백작 1899년 - 1932년 | 후임 카츠 요시타카 |